# Jorge Legorreta Ordorica
Jorge Legorreta Ordorica (Nació el 15 de diciembre de 1970). Es un político mexicano, miembro del Partido Verde Ecologista de México, ha sido diputado federal y senador. Fue coordinador de los senadores del Partido Verde Ecologista de México.

Es licenciado en Derecho por la Universidad Intercontinental, se ha desempeñado como subsecretario de Acción Electoral del Comité Nacional del PVEM y secretario de Acción Electoral del Comité del Distrito Federal, así mismo ha sido delegado del PVEM en varios estados de la República.
Fue elegido diputado federal plurinominal a la LIX Legislatura de 2003 a 2006 y ese último año fue elegido senador suplente de Gabriela Aguilar García, y cuando esta solicitó licencia, asumió la curul.
El 10 de noviembre planteó una reforma para que el Gobierno repare el daño a sentenciados que obtengan reconocimiento de inocencia. También se ha manifestado a favor de erradicar las corridas de toros.[cita requerida]